# Hakametsä
Hakametsä eller Tammerfors ishall är en ishall i Tammerfors där ishockeylagen Ilves och Tappara spelade sina hemmamatcher tills lagen flyttade till Nokia Arena, som togs i drift i slutet av 2021. I Hakametsä har även många landskamper ordnats åren igenom. Här spelades Världsmästerskapet i innebandy för damer 2015.
Hallen byggdes 1965 och rymmer 7 800 åskådare.